# تپه کهنه بابا حق
تپه کهنه بابا حق در شهرستان درگز، بخش لطف‌آباد، روستای باباحق واقع شده و این اثر در تاریخ ۱۹ مرداد ۱۳۸۴ با شمارهٔ ثبت ۱۲۸۸۰ به‌عنوان یکی از آثار ملی ایران به ثبت رسیده است.